# Джозі Тота
Джозі Тота (англ. Josie Totah; раніше J.J. Тота і Джозеф Джейкоб Тота) (нар. 5 серпня 2001, Сакраменто, США) — американська акторка і стендап-комік. Тота розпочала свою кар'єру, граючи чоловічі ролі, але в серпні 2018 року публічно виступила як транс-жінка, змінивши своє ім'я на Джозі. Трансгендерна жінка

## Життєпис
Тота народилася в Сакраменто як хлопчик, Джозеф Джейкоб Тота, штат Каліфорнія, як третя дитина Сухейла та Крістін Тота. У неї є одна сестра та один брат, і вона палестинського та ліванського походження. У 2013 році Тота та її мама з'явилися в епізоді «Family Game Night».
Тота розпочала свою акторську кар'єру в 2012 році, коли її взяли на роль «Маленького диктатора» в першій постановці для AwesomenessTV. Починаючи з 2013 року, вона почала з'являтися в ролі Стюарта Вутена, хлопчика, який закоханий у постійну зірку серіалу Зурі Росс, в оригінальному серіалі Disney Channel Джессі.
Також у 2013 році Тота отримала роль другого плану в комедії ABC «Знову в грі». У 2015 році її взяли на участь у 4 епізодах шостого сезону Glee як наймолодшу учасницю New Directions.
У 2016 році Тота з'явилася у фільмі «Інші люди» і отримала похвалу критиків за свою роль. У жовтні 2016 року Deadline Hollywood повідомив, що Тота зіграє головну роль у новій комедії для NBC, яку вона допомогла розробити, де Тота мала бути продюсером разом із виконавчими продюсерами Адамом і Наомі Скотт. У 2017 році вона знялася в детективній комедії Netflix «Красунчик: таємничий фільм Netflix» і фільмі «Людина-павук: Повернення додому» студії Marvel.
У лютому 2017 року Тота отримала роль Майкла Пателя, сина персонажа Мінді Калінг, Прії Пател, у новій комедії NBC «Чемпіони», яка була переведена в серіал у травні 2017 року і виходила в ефір з 8 березня по 25 травня 2018. Тота була обрана для перезапуску «Врятованих дзвоником» для потокового сервісу NBC Peacock, де вона зіграла персонаж Лексі, соціально впливову вболівальницю.
У серпні 2022 року вона запустила подкаст під назвою Dare We Say з Ясмін Хамаді та партнеркою по серіалу «Врятовані дзвоником» Алісією Паскуаль-Пенья.[

## Фільмографія

### Фільми
- Час іграшки (2016)
- Інші люди (2016)
- Красивий (2017)
- Людина-павук: Повернення додому (2018)
- Магічний табір (2020)
- Моксі (2021)

### Телесеріали
- Джессі (2013—2015)
- Софія Прекрасна (2014)
- Новенька (2014)
- Дві дівчини без копійчини (2014)
- Хор (2015)
- Лів і Медді (2016 — 2017)
- Айкарлі (2021)
- Мисливиці (2023 — сьогодні)

## Особисте життя
20 серпня 2018 року Тота написала статтю, опубліковану в журналі Time, в якій вона виступила як трансгендерна жінка. Доти була чоловіком і виконувала чоловічі ролі.